# Brest Arena
Brest Arena este o sală multifuncțională din Brest, Franța, având o capacitate de 2000–5000 de locuri, în funcție de configurație. Brest Arena a fost inaugurată pe 13 septembrie 2014, cu scopul de a găzdui mari competiții sportive, antrenamentele echipelor sau concerte de mare amploare.

## Context

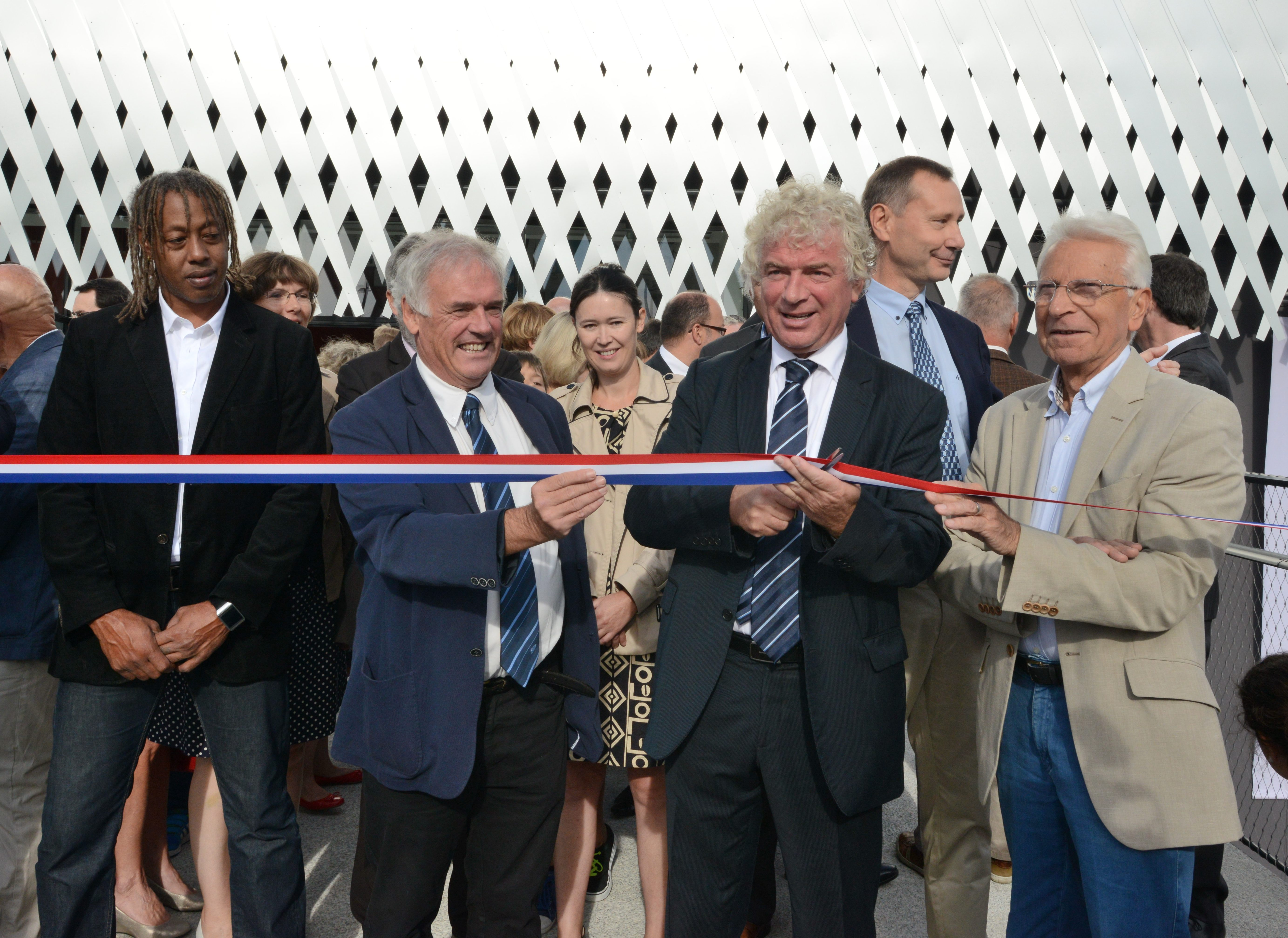
Inaugurarea de pe 13 septembrie 2014.

Aglomerarea Brest nu dispunea la începutul anilor 2000 de o infrastructură suficientă capabilă să găzduiască mari concerte sau evenimente sportive de anvergură. Pentru concerte și spectacole, principalele săli erau Quartz (1500 de locuri), La Carène (1300 de locuri) și Parcul Expozițional Penfeld (12000 de locuri). Nu exista o sală de mare capacitate construită special pentru găzduirea concertelor din cadrul marelor turnee naționale. În ceea ce privește evenimentele sportive, Consiliul Regional al Bretaniei considera ca prioritate construirea în vestul regiunii a unei infrastructuri capabile să găzduiască marile competiții și turnee. Inițial, deci, sala de concerte și arena sportivă au fost propuse ca două proiecte separate de către lista electorală a uniunii de stânga la alegerile municipale din 2008: realizarea unui Zénith în zona Froutven și construirea unui Palat al Sporturilor pe malul drept al fluviului Penfeld.
Însă reducerea finanțării publice, în special a celor de înzestrare a instituțiilor de stat, și contextul crizei financiare mondiale, au pus sub semnul întrebării aceste angajamente. A fost deschisă o dezbatere la scară națională privind necesitatea construirii de săli multifuncționale în detrimentul celor proiectate pentru o singură activitate. Această dezbatere a fost alimentată în mod special de „raportul Constantini - Arena 2015”, făcut public în martie 2010 de către Secretariatul de Stat al Sporturilor. Acest raport favoriza clar ideea de multifuncționalitate a marilor săli de evenimente: 
„Separarea utilizării între spectacole și sport, dacă se prelungește, va conduce sportul profesionist francez de sală către un ireversibil impas și va împiedica perspectivele lui de dezvoltare. Franța trebuie imediat, fără întârziere, să intre în era sălilor multifuncționale moderne. În momentul în care capacitatea financiară a colectivităților teritoriale face obiectul unei vigilențe crescute, cum am putea întoarce spatele unui obiectiv de raționalizare și de punere în comun?”
Acesta a fost contextul în care Brest Métropole Océane a hotărât, în 2010, fuziunea celor două proiecte și a decis realizarea unei săli polivalente care să permită găzduirea în același loc a unor spectacole sportive și a unor concerte. Această construcție multifuncțională a fost inițial numită Marea Sală de Spectacole Sportive și Evenimente (în franceză Grande Salle de Spectacles Sportifs et Évènementiels), prescurtat G3SE, primind ulterior titlul de Arenă, în 2012.
Sala a fost ridicată în zona numită „Polygone”, în cartierul Malul Drept din Brest, cu scopul realizării unui echilibru între marile săli similare ale aglomerației Brest și pentru a favoriza dezvoltarea vestului metropolei. Arena a fost realizată pe locul unui fost poligon de tir, ulterior terenuri de manevră pentru exercițiile marinei și pistă de aterizare, mai apoi barăci militare și în final terenuri de fotbal.

## Prezentare
Având o capacitate variabilă de 2000–5000 de locuri în configurația „sport” și de 6000 de locuri în configurația „spectacole”, această incintă găzduiește, începând cu septembrie 2014, manifestări sportive de înalt nivel și spectacole muzicale.

### Arhitectură și caracteristici tehnice

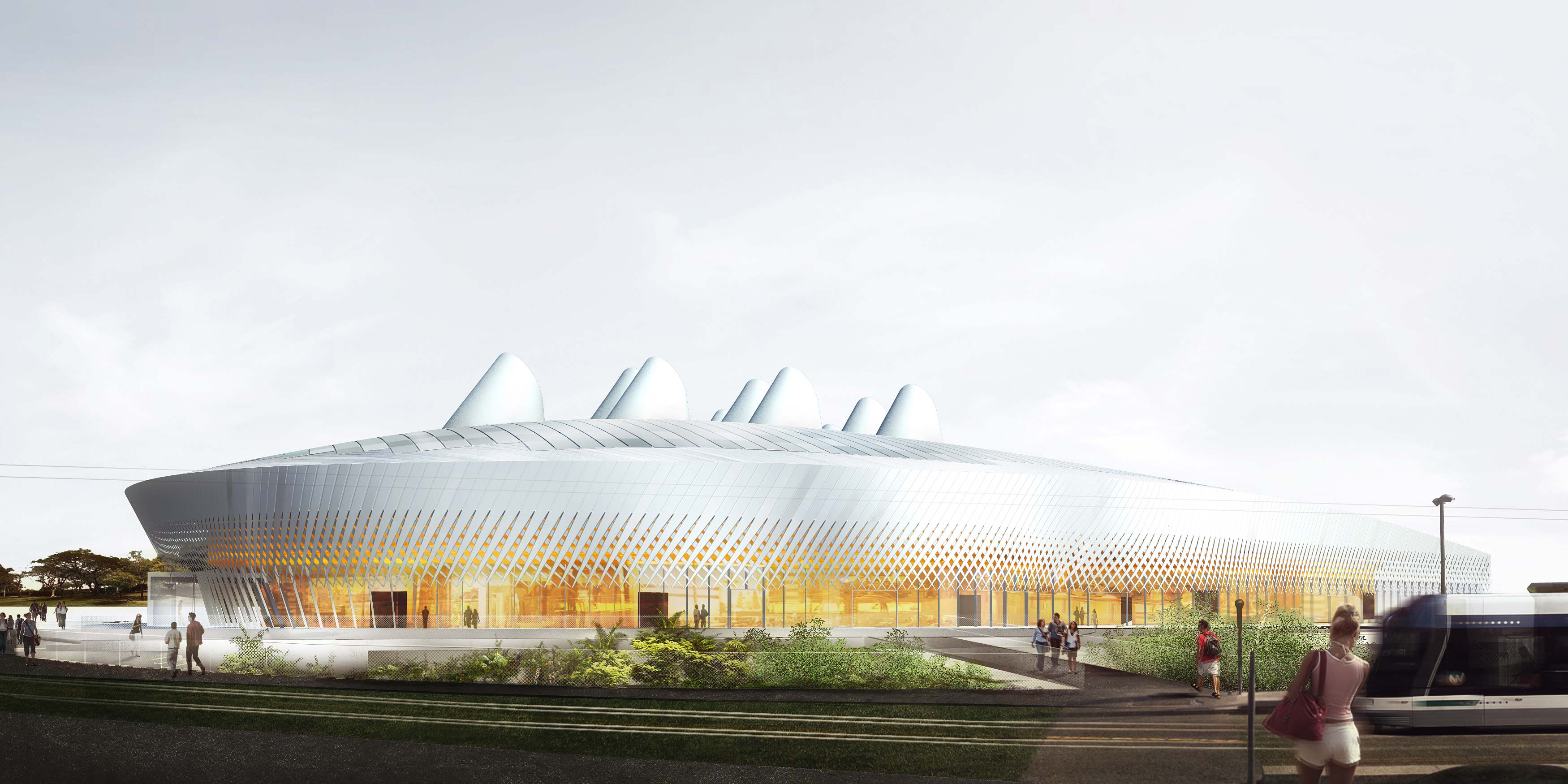
Brest Arena

Proiectul arhitectonic al Brest Arena a fost încredințat biroului Herault-Arnod Architectes, care a câștigat concursul din februarie 2008. Proiectul, având o suprafață utilă de 14500 m2, a fost realizat în colaborare cu dUCKS scéno pentru scenografia sălii și cu cabinetul Lasa pentru studiile acustice.
Sala este echipată cu un sistem de încălzire prin podea.
Exteriorul este placat în mare parte cu oțel gri metalizat. Aspectul său este caracterizat în special prin „coșurile” sale, care amintesc de cele ale pacheboturilor. Zece dintre ele servesc la iluminarea naturală a sălii prin intermediul luminatoarelor, iar celelalte două asigură ventilația ansamblului.
Brest Arena este prima sală din Franța care a dispus de marca „Arenă”.

### Acces
Lângă sală a fost construită o parcare de 520 de locuri. Sala este de asemenea direct conectată la linia A de tramvai prin intermediul stației „Polygone”.
Accesul în sală se face pe două pasarele: una care leagă parcarea de sală, cealaltă care leagă sala de stația de tramvai.

## Evenimente

### Evenimente sportive
Brest Bretagne Handball este clubul găzduit permanent de sală. Clubul de baschet Étendard de Brest a disputat și el acolo câteva meciuri de gală. Clubul de hochei pe gheață Albatros de Brest nu poate totuși juca în Brest Arena, deoarece dimensiunile sălii nu permit instalarea terenului.
Evenimente găzduite
- Campionatul handisport al Franței de Tenis de Masă[11][12], pe 23-24 mai 2015
- Cupa Președintelui de la Campionatul Mondial de Handbal Masculin din 2017
- Campionatul European de Lupte Inter-celtice
- Meciurile Grupei D de la Campionatul European de Handbal Feminin din 2018

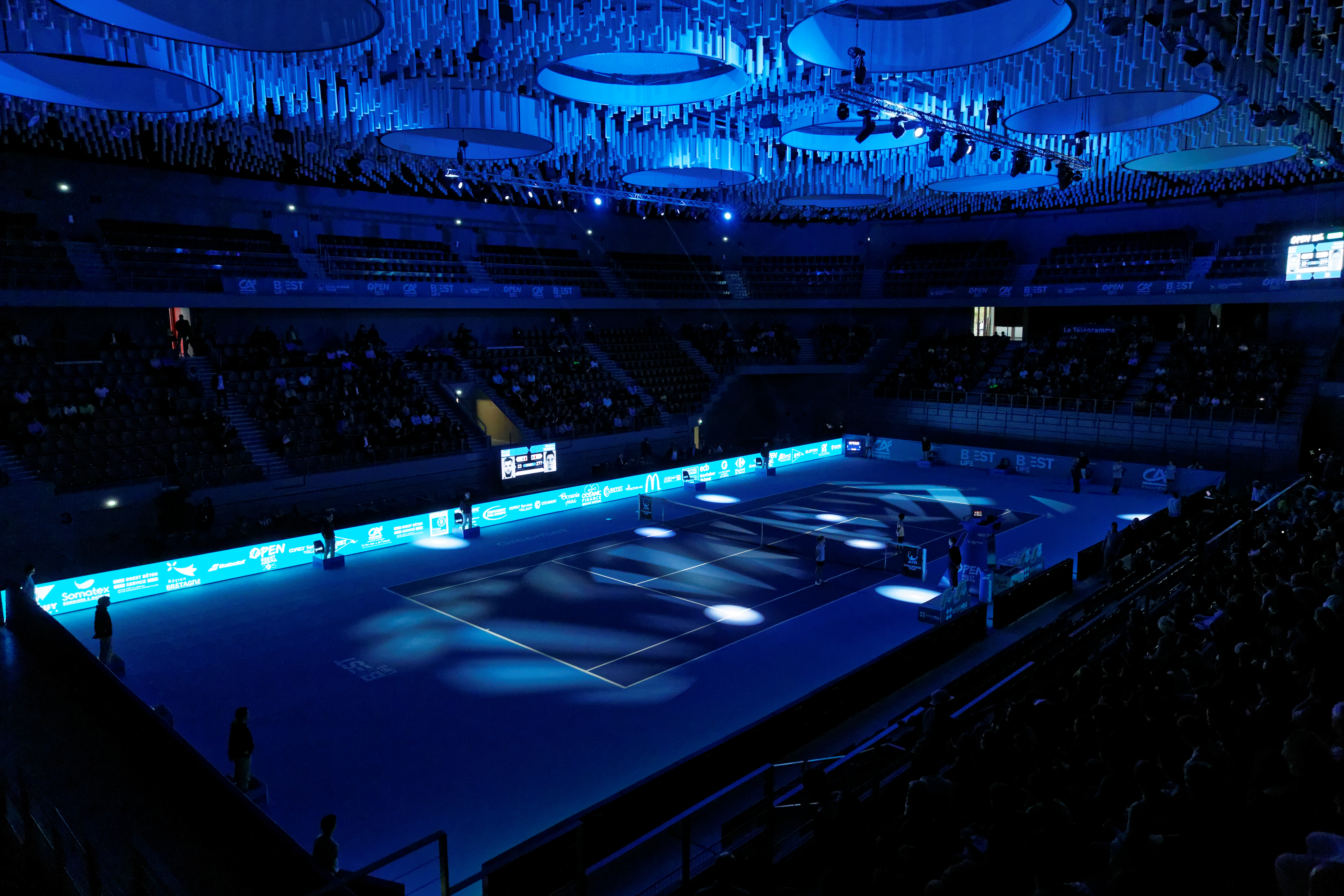
Turneul de tenis din Brest, reînființat în 2015, după 13 ani de absență.
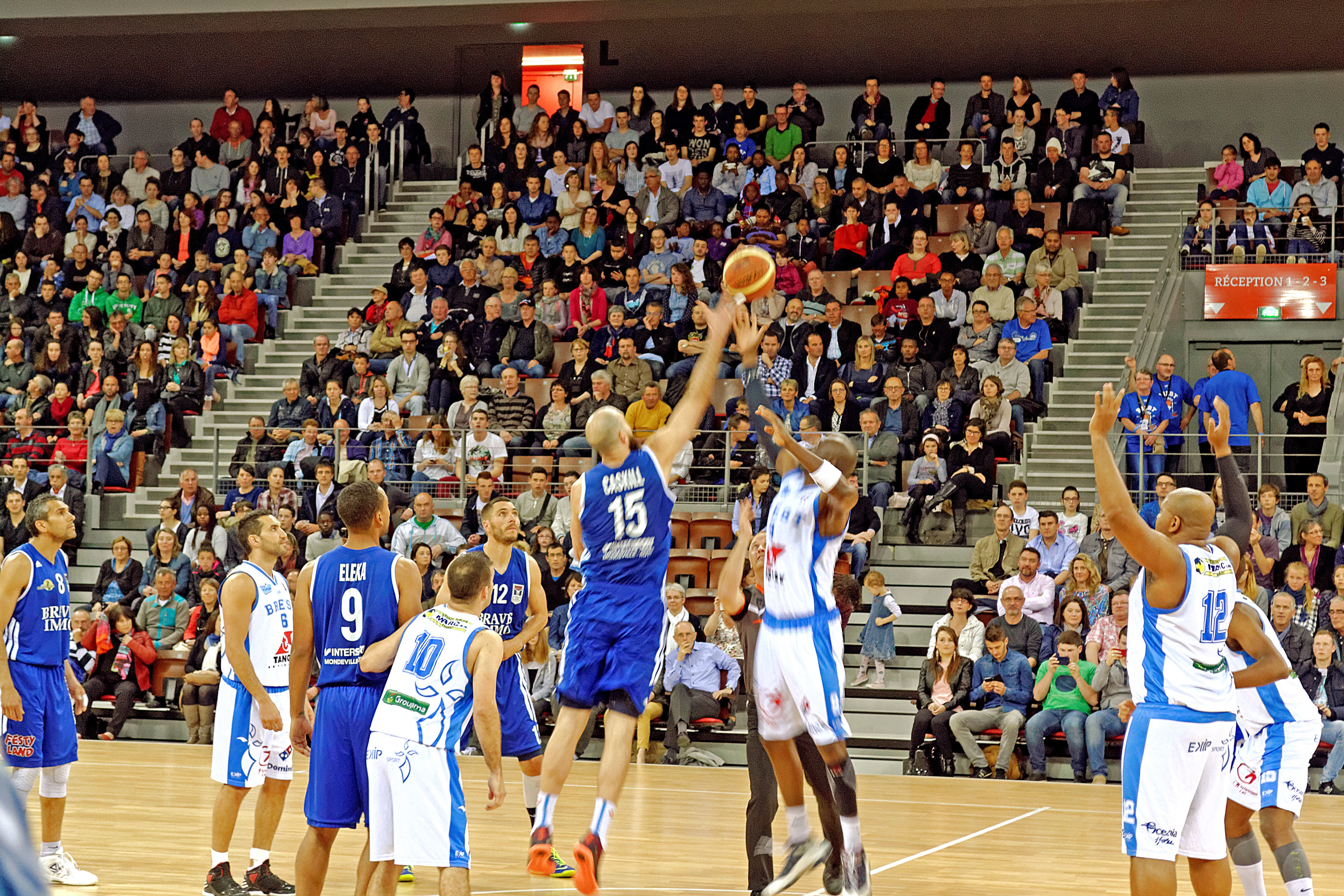
Primul meci de baschet al echipei Étendard de Brest, pe 25 aprilie 2015.
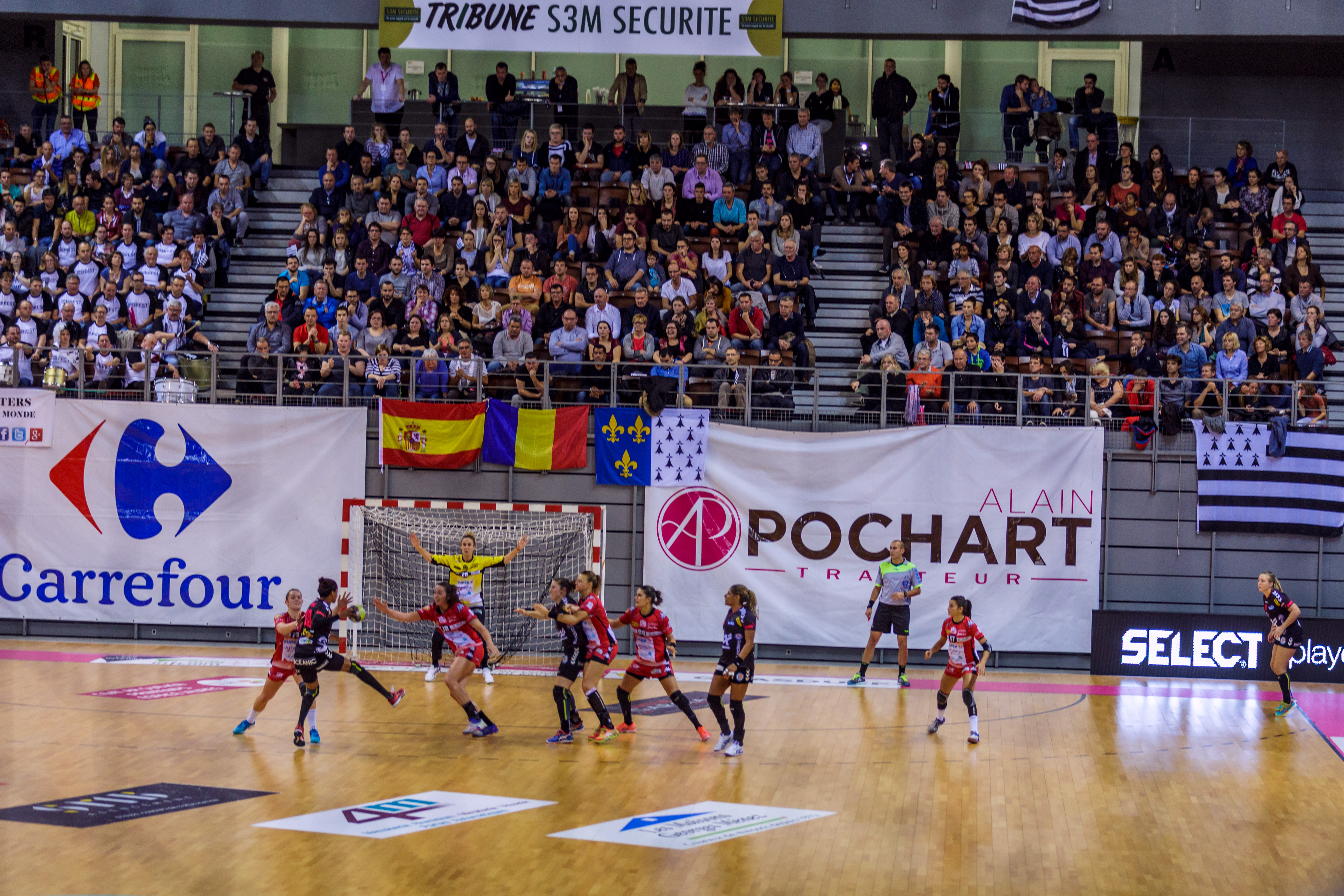
Brest Bretagne Handball pe teren propriu, în 2016
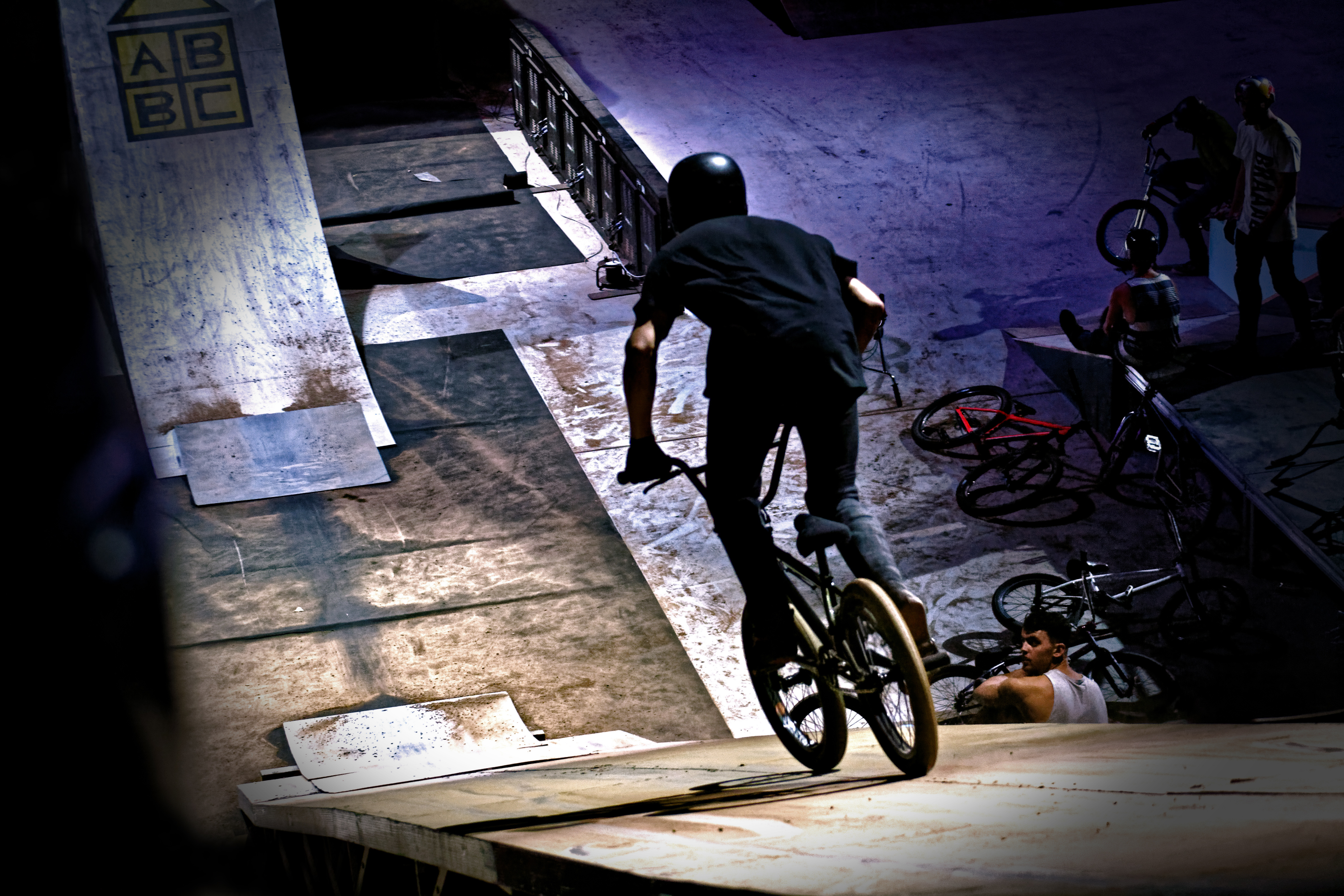
Prima ediție a Brest Arena Indoor Show, în 2016
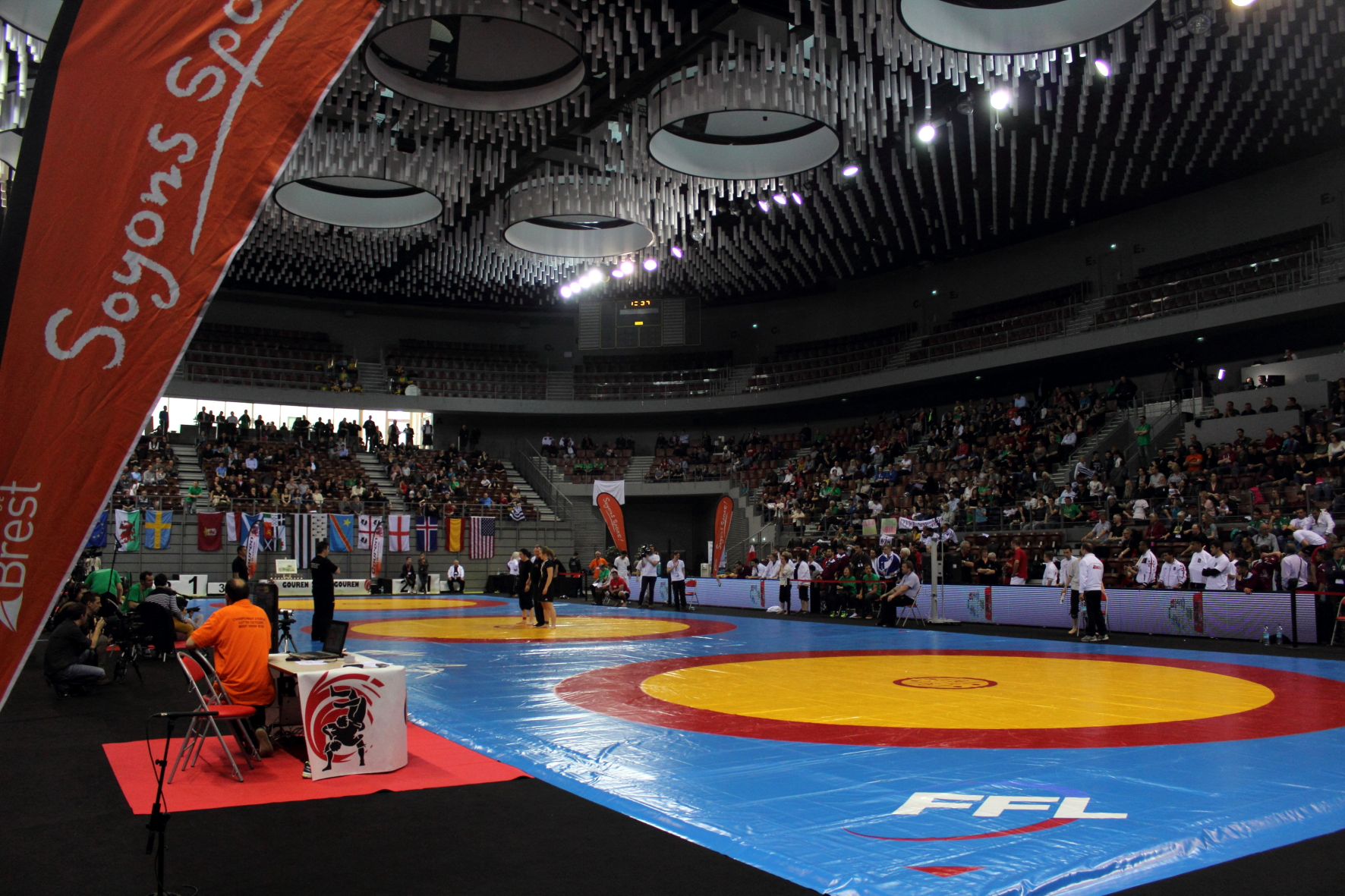
Campionatul European de Lupte Inter-celtice, între 20 și 23 aprilie 2016

### Alte evenimente

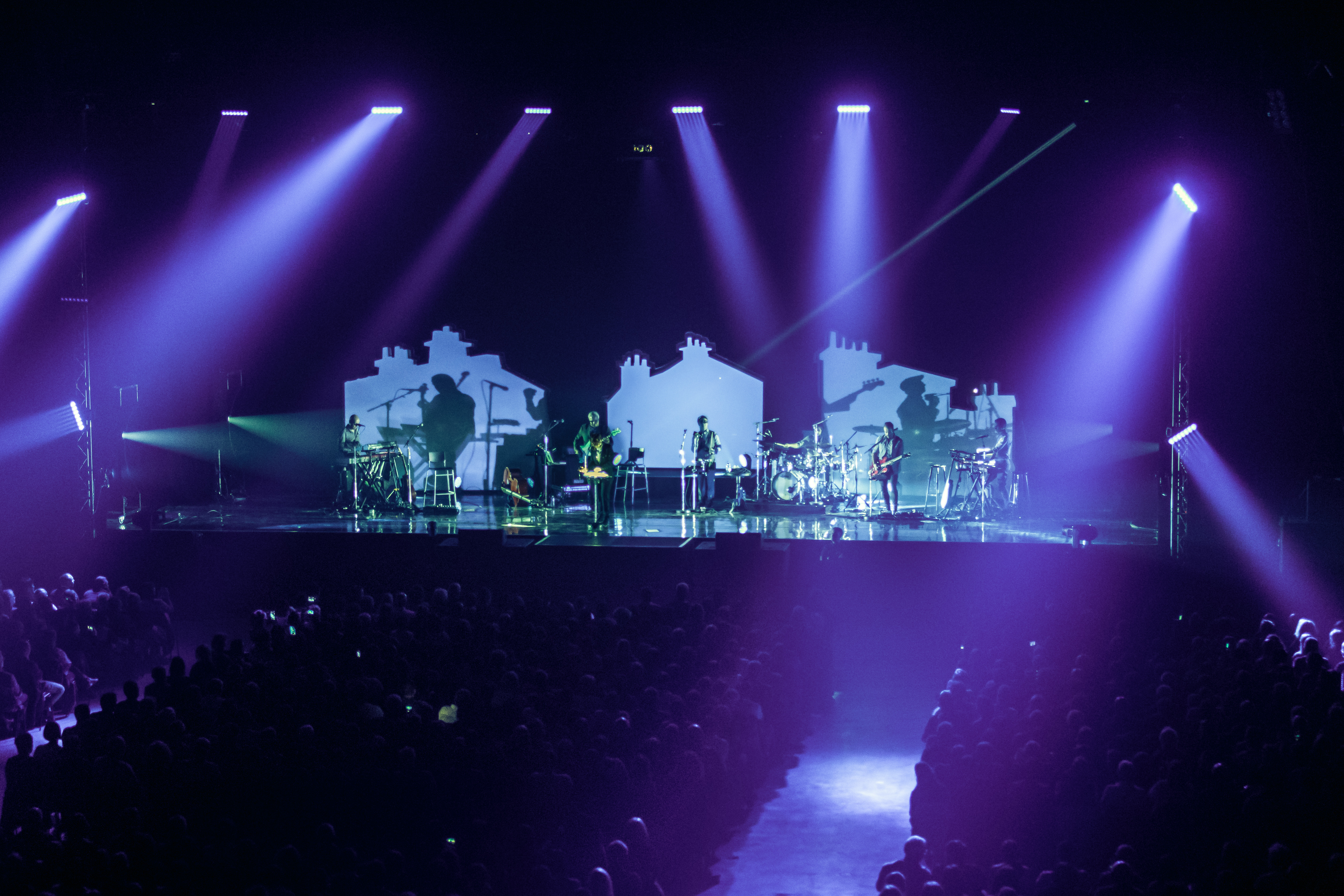
Concertul lui Zaz
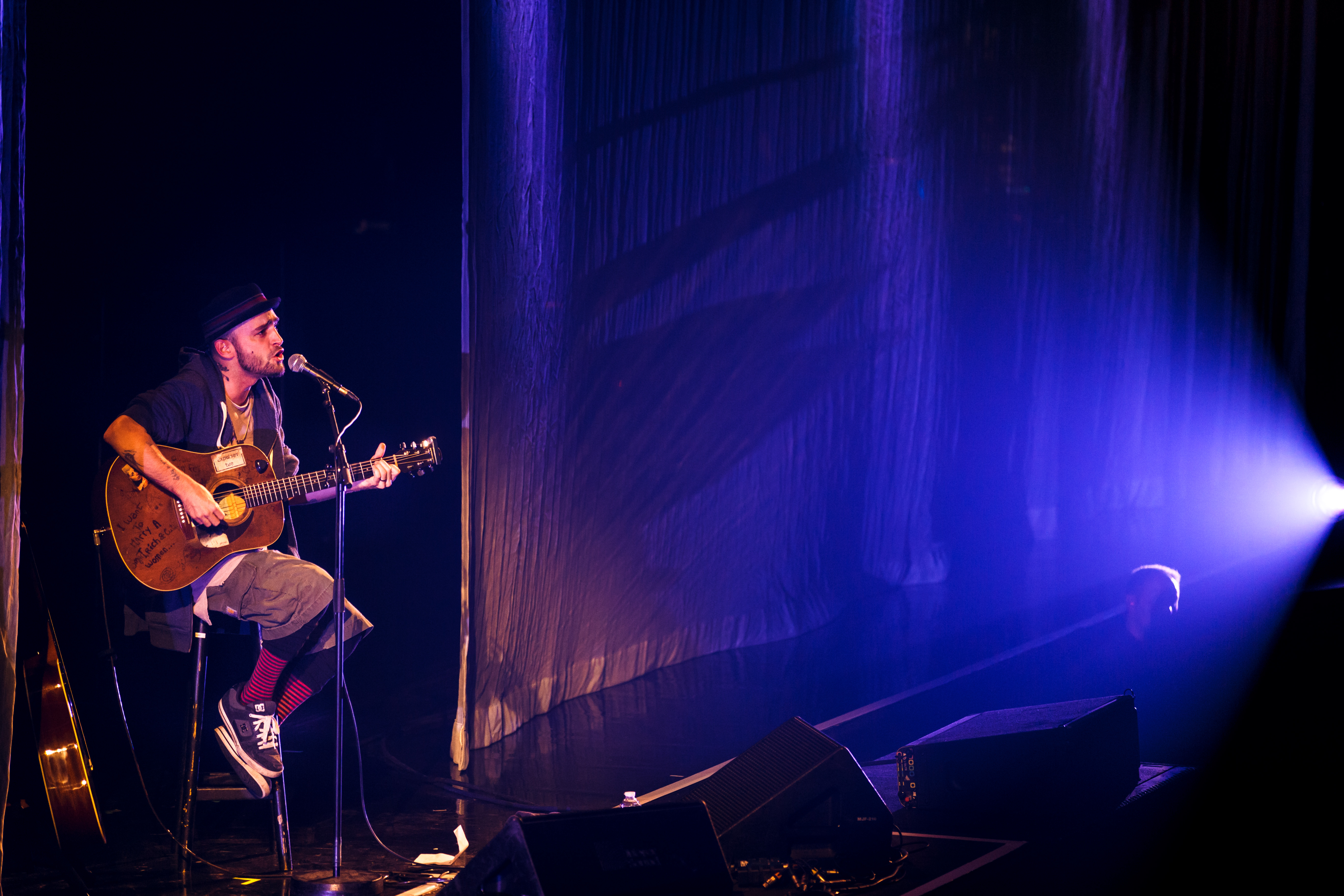
Soan în 2016
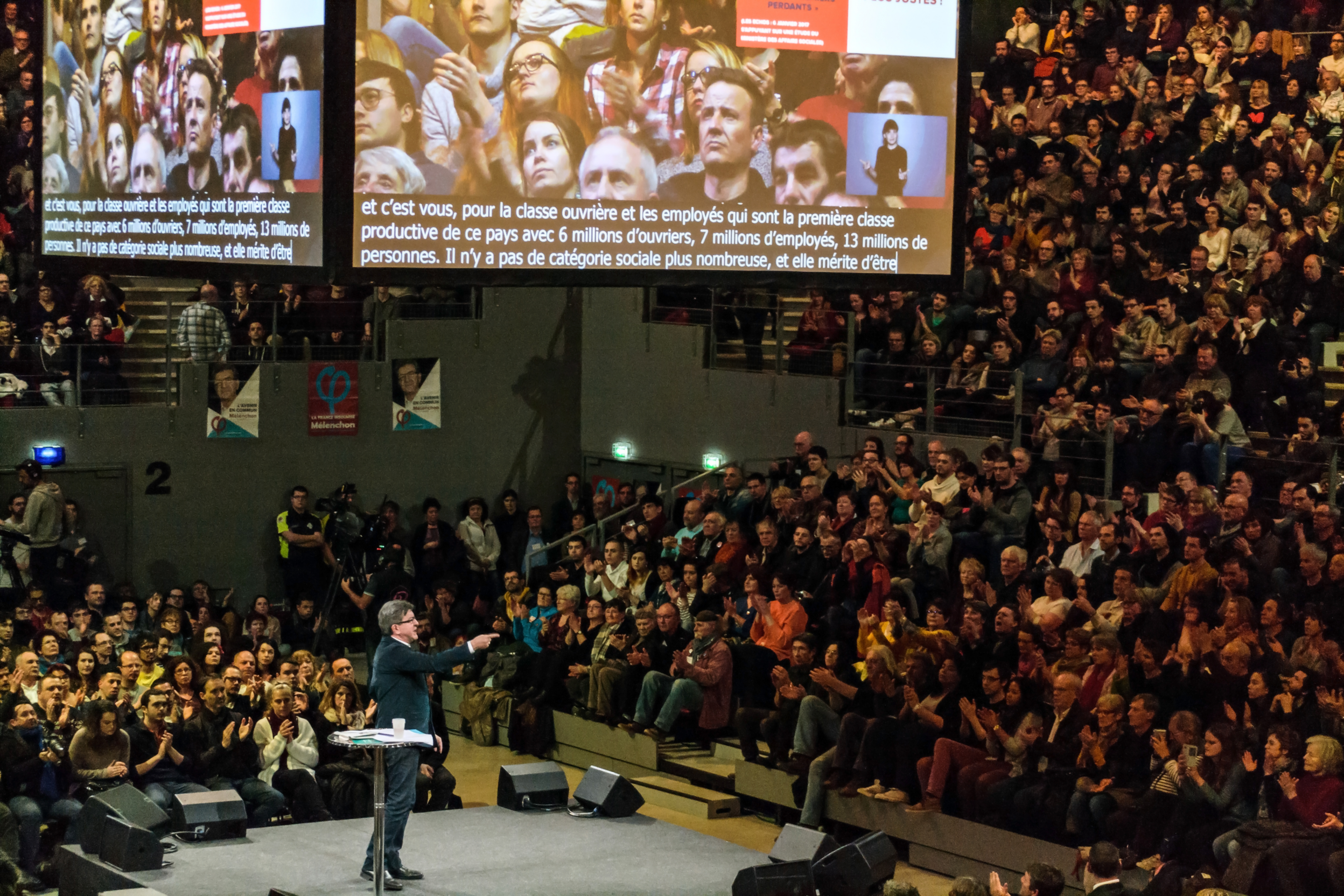
Miting politic al lui Jean-Luc Mélenchon, în 2017